# The Barbra Streisand Album
Pour les articles homonymes, voir Streisand.
Albums de Barbra Streisand
The Second Barbra Streisand Album
(1963)
The Barbra Streisand Album est le premier album de Barbra Streisand, sorti le 25 février 1963 chez Columbia Records.
Il a atteint la 9e place dans le Billboard pop albums chart, et a été certifié disque d'or par la RIAA. L'album a reçu deux Grammy Awards dont le Grammy Award de l'album de l'année 1963.
En 2006, il a reçu le Grammy Hall of Fame Award.

## Contexte
À l'origine, Goddard Lieberson, le président du label Columbia était réticent à l'idée de signer Barbra Streisand considérant que son style était bien trop proche de celui des chanteuses de cabaret, qu'il n'aimait pas, et trop éloigné des plus discrètes Jo Stafford ou Rosemary Clooney qui enregistraient pour ce même label dans les années 1950. Après une interview de Barbra Streisand par Mike Wallace sur PM East/PM West et la pression de ses associés, Goddard Lieberson a accepeté de signer Barbra à contrecœur.

## Liste des titres

### Face A
| No | Titre                             | Auteur                       | Durée |
| -- | --------------------------------- | ---------------------------- | ----- |
| 1. | Cry Me a River                    | Arthur Hamilton              | 3:37  |
| 2. | My Honey's Lovin' Arms            | Joseph Meyer, Harry Ruby     | 2:14  |
| 3. | I'll Tell the Man in the Street   | Lorenz Hart, Richard Rodgers | 3:09  |
| 4. | A Taste of Honey                  | Ric Marlow, Bobby Scott      | 2:51  |
| 5. | Who's Afraid of the Big Bad Wolf? | Frank Churchill, Ann Ronell  | 2:35  |
| 6. | Soon It's Gonna Rain              | Tom Jones, Harvey Schmidt    | 3:44  |

### Face B
| No | Titre                                 | Auteur                      | Durée |
| -- | ------------------------------------- | --------------------------- | ----- |
| 1. | Happy Days Are Here Again             | Milton Ager, Jack Yellen    | 3:04  |
| 2. | Keepin' Out of Mischief Now           | Andy Razaf, Thomas Waller   | 2:11  |
| 3. | Much More                             | Tom Jones, Harvey Schmidt   | 3:02  |
| 4. | Come to the Supermarket in Old Peking | Cole Porter                 | 1:56  |
| 5. | A Sleepin' Bee                        | Harold Arlen, Truman Capote | 4:21  |

## Musiciens
- Barbra Streisand — chant
- Mike Berniker — producteur
- Peter Matz — arrangements
- Fred Plaut et Frank Lacio — ingénieurs sons
- John Berg — design
- Hank Parker — photographie
- Harold Arlen — notes de pochettes